# Idaea fortificata
Idaea fortificata là một loài bướm đêm trong họ Geometridae.